# The Polish Review
The Polish Review – amerykański kwartalnik naukowy, ukazujący się w Nowym Jorku od 1956. 
Wydawcą jest Polish Institute of Arts and Sciences of America (PIASA).

## Redaktorzy naczelni
- Stanisław Tadeusz Skrzypek (1956)
- Ludwik Krzyżanowski (1956–1986)
- Stanisław Barańczak (1986–1990)
- Joseph Wieczerzak (1991–2007)
- Charles S. Kraszewski (2008–2011)
- James S. Pula (2012-2014)
- Neal Pease (od 2015)